# Luxemburgi Anna angol királyné
Luxemburgi Anna (Prága, 1366. május 11. – Richmond-palota (ma London), 1394. június 7.) Anglia királynéja. Zsigmond magyar király idősebb édestestvére és IV. Vencel cseh király, Luxemburgi Margit magyar királyné, valamint Luxemburgi Katalin osztrák hercegné húga.

## Élete
IV. Károly német-római császár és negyedik felesége, Pomerániai Erzsébet hercegnő elsőszülött gyermekeként. Annának még hét édestestvére született, öt fiú és két lány. Legidősebb öccse, Luxemburgi Zsigmond lesz 1395-től Magyarország királya, első felesége, Mária magyar királynő halála után. (Előtte tíz évig már Magyarország társuralkodója volt Mária házastársaként.)
Anna apai nagyszülei: Luxemburgi János cseh király és első hitvese, Přemysl Erzsébet cseh királyné
Anna anyai nagyszülei: V. Bogiszláv pomerániai herceg és Piast Erzsébet lengyel királyi hercegnő
Frigye II. Richárd angol királlyal először még nem aratott valami nagy sikert a ,,ködös Albion "-ban, mivel a hercegnő nem hozott magával semmit a házasságba hozományként, hanem Richárd fizetett egy jelentősebb összeget Anna öccsének az esküvő előtt. Anna feltűnése az angol udvarban egyben a gótika meghonosodását is jelentette az ottani művészeti stílus terén, mely hatást még Prágából hozta magával.
Házasságuk diplomáciai szempontból igen előnyösnek ígérkezett, ugyanis az újdonsült királyné apja uralta az akkori Európa több, mint felét német-római császárként.
II. Richárd előző feleségjelöltje még a nála hat évvel idősebb Visconti Katalin milánói nemeshölgy volt, aki viszont igen tekintélyes összegű hozományt tudott volna a házasságba hozni, ám Katalin végül máshoz ment hozzá.
Anna 1381 decemberében hajózott el új hazájába, s 1382. január 20-án egybekeltek Richárddal a westminsteri apátságban. Ezt több napos ünneplés követte még a királyi udvarnál. Az ifjú pár annak ellenére gyorsan egymásba szeretett, hogy nyilvánvaló oka frigyüknek nem az érzelmek, hanem a politikai érdek volt. Esküvőjük az ötödik királyi menyegző volt az apátság épületében, melyet 537 évig nem követett újabb. Annát két nappal esküvőjük után Anglia királynéjává koronázták.
12 évig voltak házasok, ám gyermekük ezidő alatt nem született. A csupán 28 éves királyné 1394. június 7-én a Richmond-palotában elhunyt, pestisjárvány következtében. Temetése augusztus 3-án volt, ugyanott, ahol annak idején a menyegzője is. Özvegye őszintén és mélyen meggyászolta az asszonyt, ám mivel még nem volt örököse, így tanácsadói sürgették, hogy nősüljön újra. Második hitvese a csupán 7 esztendős Valois Izabella francia királyi hercegnő lett, 1396. október 31-én, ám frigyük négy évig sem tartott, s nem lett közös gyermekük sem. 1400 februárjában II. Richárd meghalt.
S habár a korabeli krónikások szerint Anna nem volt valami közkedvelt az angol nép körében, néhány tény mégis az ellenkezőjét támasztja alá. Állítólag az ifjú királyné az 1381 nyarán kirobbant parasztfelkelés bebörtönzött résztvevőinek egy részénél el tudta érni férjénél, hogy szabadon bocsássa őket, vagy megmeneküljenek a kivégzésük elől. 1384-ben újra elérte a királynál, hogy megkegyelmezzen egy fogolynak, ezúttal az egykori londoni polgármester, bizonyos John Northampton köszönhette az életét a királynénak, különben rá is halálbüntetés várt volna. 1392-ben az ő közbenjárására békült ki London népe és II. Richárd egymással. Simon de Burley esetében nem járt sikerrel férjénél. A férfi Richárd egykori tanítója volt, s 1388-ban halálra ítélték, majd ki is végezték. Ezzel ellentétben a királyné számos hagyományos királynéi kötelezettsége alól kibújt a 12 év során.
Evesham krónikása úgy fogalmazott: ,, Habár a királyné nem szült gyermekeket, mégis nagyban hozzájárult a királyság dicsőségéhez és gazdagságához. " Mind a nemesség, mind a közemberek őszintén meggyászolták királynéjukat. 1395-ben Richárd elrendelte, hogy halála után Anna mellé temessék őt. Ez volt az angol királyok történetében az első eset, amikor a királyi párt közös sírba temették.
A középkori angol hölgyek a ruha-és hajviseletüket is Annáról másolták, aki egy olyan szekéren érkezett Angliába, mely feltehetően a magyarországi Kocs községből származott. Az angol ,, coach " (postakocsi, busz) szó is innen származik azóta.